# Sarah Ramos
Sarah Emily Ramos (nascida em 21 de maio de 1991) é uma atriz mirim americana. Ela estrelou na série American Dreams como Patty Pryor.

## Vida privada
Sarah nasceu em Los Angeles, Califórnia de ascendência hispânica e judaica. De acordo com Mr. Video: "Segundo a mãe dela, quando tinha 11 anos, a actriz Sarah Ramos ia para a cama todas as noites querendo ter um agente - então acordava cada manhã perguntando sobre o status da procura".

## Carreira
Sarah escreveu muitos pilotos. Ele foi indicada para três Young Artist Awards; em 2003 para "Best television Ensemble", em 2004 para "Best Young Acress Under 10, Television Drama", e em 2005 para "Best Supporting Actress, Television Drama or Comedy". Em 2003, ela ganhou "Best Actress, Television Drama" de Women's Image Network.
Em abril de 2006, ela levou o papel de Hannah Rader, na série Runaway.